# Kraljevski pingvin
Kraljevski pingvin (lat. Aptenodytes patagonicus) predstavlja drugu najveću vrstu pingvina poslije carskih pingvina. Ova vrsta sadrži dvije podvrste: Aptenodytes patagonicus patagonicus i Aptenodytes patagonicus halli.

## Opis
Kraljevski pingvini narastu do visine od oko 90 cm i težine od 11 do 16 kg. Izgledom nalikuju carskim pingvinima, ali se lako raspoznaju po jasno izraženoj narančastoj šari u gornjem dijelu grudi. Također, imaju duži kljun i vitkiji stas od carskih pingvina.

## Prehrana
Kraljevski pingvini se hrane sitnom ribom i lignjama, ponajmanje krilom i rakovima.
U lovu, ovi pingvini rone u dubine od preko 100 metara, često i preko 200 metara.
Kraljevski pingvini hrane svoje mladunce tako što pojedu ribu, djelomično je probave, a zatim je povrate.
Kao i većina pingvina, kraljevski pingvini imaju takozvanu slanu žlijezdu, preko koje izbacuju višak soli iz organizma. Ta žlijezda nalazi im se iznad očiju.

## Predatori
U vodi, prirodni neprijatelji kraljevskih pingvina su kitovi ubojice (orke). Na kopnu, najveća opasnost dolazi od ptica grabljivica, čiji glavni plijen predstavljaju jaja i mladunci ovih pingvina.

## Razmnožavanje
Mladunci moraju biti stari 14-16 mjeseci prije nego što se nauče plivanju. Kraljevski pingvini pažljivo odabiraju vrijeme parenja, u studenom ili prosincu, tako da se mladunci razviju tijekom najvećeg nedostatka hrane. Na taj način, u vrijeme kad su već spremni da samostalno krenu u lov, bit će ljeto i more će obilovati hranom, a temperatura će biti mnogo blaža.
Nakon parenja, pingvini griju jaja ponekad i preko 35 dana. Do travnja, mladunci su već skoro potpuno odrasli, ali tijekom ovog perioda izgube težinu zbog nedostatka hrane. Povećaju težinu tijekom proljeća, a zatim se potpuno osamostaljuju na granici između proljeća i ljeta. Kad napune 4 godine ili više, kraljevski pingvini spremni su na parenje.